# Branchiostoma bazarutense
Branchiostoma bazarutense är en ryggsträngsdjursart som beskrevs av John Dow Fisher Gilchrist 1923. Branchiostoma bazarutense ingår i släktet Branchiostoma och familjen lansettfiskar. Inga underarter finns listade.